# 제2미사일방어여단
제2미사일방어여단(第二미사일防禦旅團, 2nd Air Defense Missile Brigade)은 방공작전·통제 임무를 수행하는 대한민국 공군의 공군미사일방어사령부 예하 여단이다. 본부는 충청남도 천안시에 주둔하고 있으며 충청도, 강원도 지역을 담당한다.

## 연혁[3]
- 1972년 12월 1일: 육군 제2방공포병여단 창설
- 1991년 7월 1일: 제2방공포병여단 공군 전군
- 1997년 5월 22일: 여단본부 천안으로 통합 이전
- 2009년 10월 30일: 충주 패트리어트 포·정비대 창설
- 2009년 11월 2일: 청주 패트리어트 포대 창설
- 2010년 10월 15일: 원주 패트리어트 포대 창설
- 2010년 10월 29일: 강릉 패트리어트 포대 창설
- 2014년 1월 1일: 제2방공유도탄여단 명칭 변경
- 2015년 9월 ~ : 국산 지대공미사일 '천궁' 전력화

- 2022년 4월: 제2방공유도탄여단에서 제2미사일방어여단으로 명칭 변경